# Josip Mrzljak
Josip Mrzljak (Vukovar, 19. siječnja 1944.) prelat je Katoličke Crkve i drugi biskup varaždinski.

## Životopis
Rođen je 19. siječnja 1944. godine u Vukovaru u obitelji Vladimira i Barice (rođ. Šimecki). Roditelji su mu živjeli u Krašiću, a kasnije su se preselili u Vukovar. Godidne 1945. oca su mu ubili komunisti. Nakon toga se s majkom i sestrom vratio u Krašić.
Osnovnu je školu završio je u Krašiću. Godine 1959. odlazi u Nadbiskupsko dječačko sjemenište na Šalati u Zagrebu gdje je maturirao 1963. godine. Studij teologije završio je na Katoličkom bogoslovnom fakultetu u Zagrebu, a za svećenika ga je zaredio nadbiskup Franjo Kuharić 16. studenog 1969. godine.
Bio je kapelan u župi sv. Nikole u Koprivnici. Osam godina je bio župnik u Ozlju, odakle je nekoliko godina upravljao i župom Vrhovac. Od 1980. bio je župnik u Sesvetskom Kraljevcu, gdje ostaje 18 godina. U ljeto 1998. imenovan je biskupskim vikarom za svećenike i ravnateljem pastoralnih ureda Nadbiskupskog duhovnog stola, a malo zatim i kanonikom Prvostolnog kaptola zagrebačkog. Zatim je imenovan za pomoćnog biskupa zagrebačkog te je zaređen u zagrebačkoj katedrali 6. veljače 1999. godine.

## Počasti
- Odlikovanje Makedonske pravoslavne Crkve (2025.).[2]

### Mrežna sjedišta
- Mons. Josip Mrzljak - varaždinski biskup. Varaždinska biskupija. Pristupljeno 21. svibnja 2025.
- Biskupima Košiću i Mrzljaku uručena odlikovanja Makedonske pravoslavne crkve. Informativna katolička agencija. Pristupljeno 21. svibnja 2025.

| Prethodnik Marko Culej | Varaždinska biskupija | Nasljednik Bože Radoš |